# Марція Рекс
Марція Рекс (*Marcia Rex, прибл. 160 до н. е. —після 130 до н. е.) — давньоримська матрона часів Римської республіки.

## Життєпис
Походила з патриціанського роду Марціїв. Вела свій родовід від царя Анка Марція. Донька Квінта Марція Рекса, претора 144 року до н. е., який побудував акведук Аква Марція. Бабка диктатора Гая Цезаря. Була одружена з Гаєм Юлієм Цезарем, мала від нього доньку і двох синів: Секста Цезаря, консула 91 року до н. е., Гая Цезаря, претора 92 року до н. е., Юлію. Пережила удар блискавки під час вагітності, втратила дитину, проте залишилася неушкоджена.